# Francisco de Paula Negreiros de Saião Lobato
Francisco de Paula Negreiros de Saião Lobato, Vizconde de Niterói, (Río de Janeiro el 25 de mayo de 1815 - 14 de julio de 1884) fue un juez y político brasileño del siglo XIX.

## Biografía
Francisco de Paula Negreiros de Saião Lobato nació en Río de Janeiro el 25 de mayo de 1815, hijo del senador Consejero João Evangelista de Faria Lobato y de Maria Isabel Manso Sayão.
Matriculado en 1830 en la Facultad de Olinda, en 1834 obtuvo finalmente el diploma de bachiller en derecho en la de São Paulo.
Designado juez de Niterói, fue diputado provincial por Río de Janeiro por los períodos 1850-1852, 1853-1856 y 1857-1860.
Entre el 3 de marzo de 1861 y el 24 de mayo de 1862 se desempeñó como ministro de Justicia del gabinete conservador de Luís Alves de Lima e Silva e interinamente durante el mismo año 1861 ejerció brevemente la cartera de Interior.
Durante ese período debió enfrentar la llamada Cuestión Christie, grave conflicto que llevó a la ruptura de relaciones diplomáticas entre el Imperio de Brasil y Gran Bretaña. Si bien el cónsul británico William Dougal Christie manifestaba tener «mucha confianza en la rectitud del presente Ministro de Justicia», Francisco de Paula Negreiros de Saião Lobato, la investigación del naufragio y saqueo del mercante británico Prince of Wales acaecido en las costas de Albardão en 1861 no tuvo avances significativos.
En 1867 obtuvo nuevamente una banca provincial. Fue diputado nacional y senador entre los años 1869 y 1884.
En 1870 fue honrado con el título de Consejero del Imperio.
Entre el 7 de marzo de 1871 y el 20 de abril de 1872 volvió a la cartera de justicia en el gabinete conservador encabezado por José Maria da Silva Paranhos.
El 15 de octubre de 1872 fue honrado con el título de Vizconde de Niterói. Fue también nombrado Comendador da Ordem de Cristo.
Falleció el 14 de julio de 1884. Se había casado con su prima Ana Matilde da Costa Barros Sayão (1822-1879).